# Церковь Святого Иоанна Павла II (Краков)
Церковь Святого Иоанна Павла II (пол.  Kościół Świętego Jana Pawła II) — санктуарий, католическая церковь, находящаяся в Кракове в районе Лагевники дзельницы Лагевники-Борек-Фаленцкий, Польша. Приход церкви Святого Иоанна Павла II входит в краковскую архиепархию. Церковь расположена примерно в 800 метрах к югу от Санктуария Божьего Милосердия.
Восьмиугольный храм по проекту польского архитектора Анджея Микульского построен византийском стиле по образцу базилики Сан-Витале в Равенне. Возле храма построена обзорная башня. Церковь была освящена 23 июня 2013 года.
Храм состоит из двух церквей: нижняя церковь называется «Церковь Реликвии» и верхняя церковь носит имя блаженного Иоанна Павла II. Церковь Реликвии имеет восьмиугольный зал, в центре которого располагается алтарь. Внутри мраморного алтаря находится помещённая в стеклянную шкатулку ампула с каплей крови Иоанна Павла II, взятая у него во время его лечения в клинике Джемелли. В алтаре также находится папский крест. Зал церкви окружён различными часовнями и ораториями.
В одной из часовен, которая называется «Священническая часовня», спроектированная по образцу крипты святого Леонарда в Вавеле, находится доставленная с крипты собора святого Петра плита с саркофага Иоанна Павла II. На этой плите вмонтирован реликварий в форме открытого евангелистария.
В одной из часовен церкви Реликвии захоронены кардиналы Анджей Мария Дескур и Станислав Казимеж Наги.
Верхняя церковь также имеет восьмиугольный зал. Алтарь и стены верхней церкви украшены мозаикой за авторством священника Марко Ивана Рупника.